# Ralph Gomes
Ralph C. Gomes (ur. 10 marca 1937 w Uitulohst, zm. 16 marca 2020 w Waszyngtonie) – gujański olimpijczyk, lekkoatleta.
W roku 1960 Gomes brał udział w igrzyskach w Rzymie. Startował w eliminacjach biegu na 800 metrów. Eliminacje zakończyły się dla niego pomyślnie, ponieważ awansował do ćwierćfinału. W ćwierćfinale już nie było tak dobrze i na tej fazie rozgrywek zakończył swój udział w igrzyskach.